# Iris Tió
Iris Tió, née le 2 novembre 2002 à Barcelone, est une nageuse synchronisée espagnole.

## Biographie
Iris Tió remporte la médaille de bronze en combiné aux Championnats d'Europe de natation de 2018. 
Elle est médaillée de bronze par équipe aux Jeux olympiques de 2024 à Paris.
Lors des Championnats du monde  de natation de 2025 à Singapour, elle remporte deux médailles de bronze (solo technique et équipe libre) et trois médailles d'or (solo libre, duo libre et duo libre mixte), devenant ainsi la première espagnole à remporter chacune des trois médailles,,, et la seule espagnole à remporter plus d'une médaille d'or aux championnats du monde.